# Barsa
Barsa é uma enciclopédia brasileira criada pela empresária e editora Dorita Barret. Foi publicada pela primeira vez em 1964, suprindo a necessidade da criação de uma enciclopédia nacional. Desde 2000, os direitos de publicação pertencem ao Editorial Planeta.

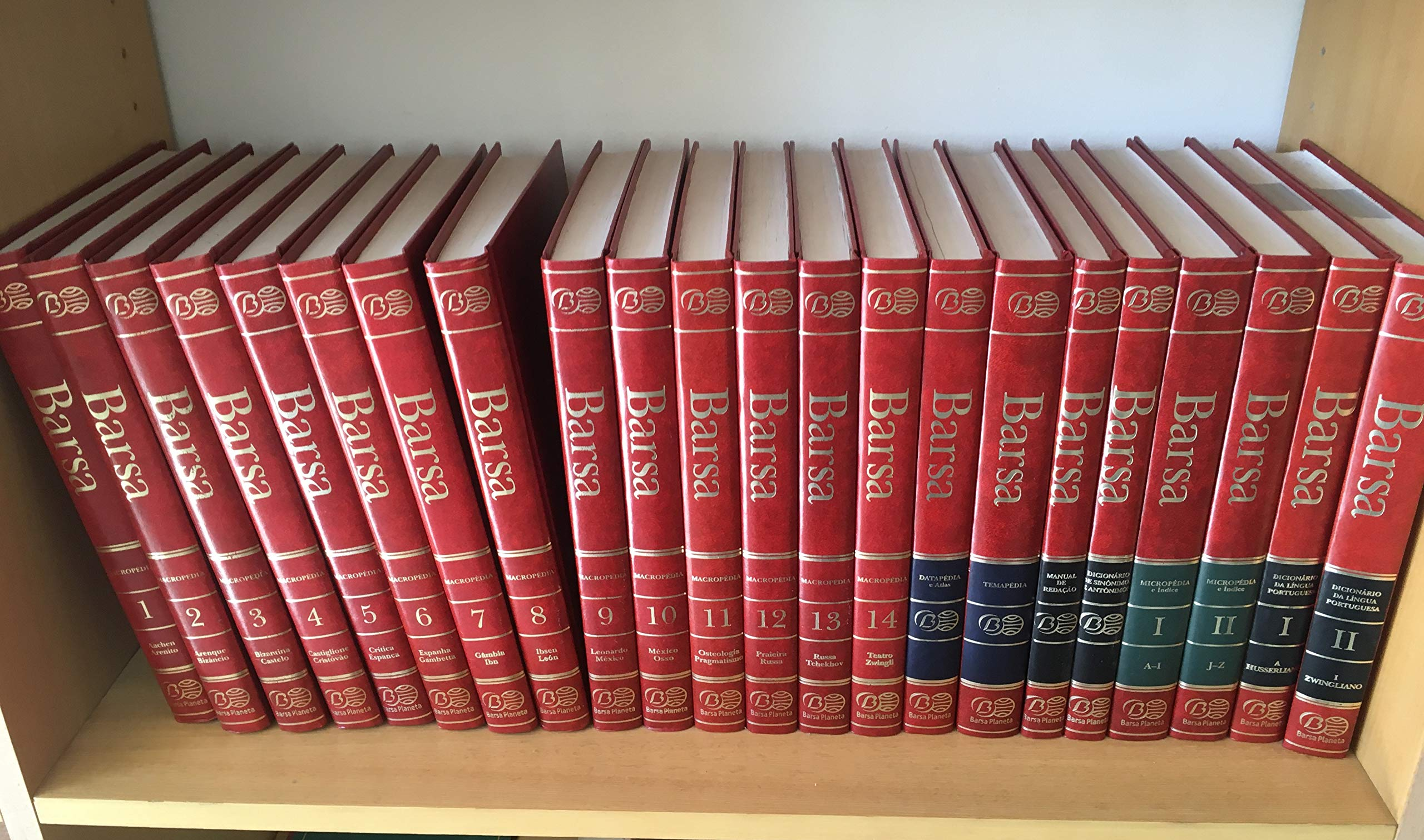
Às primeiras edições da publicação

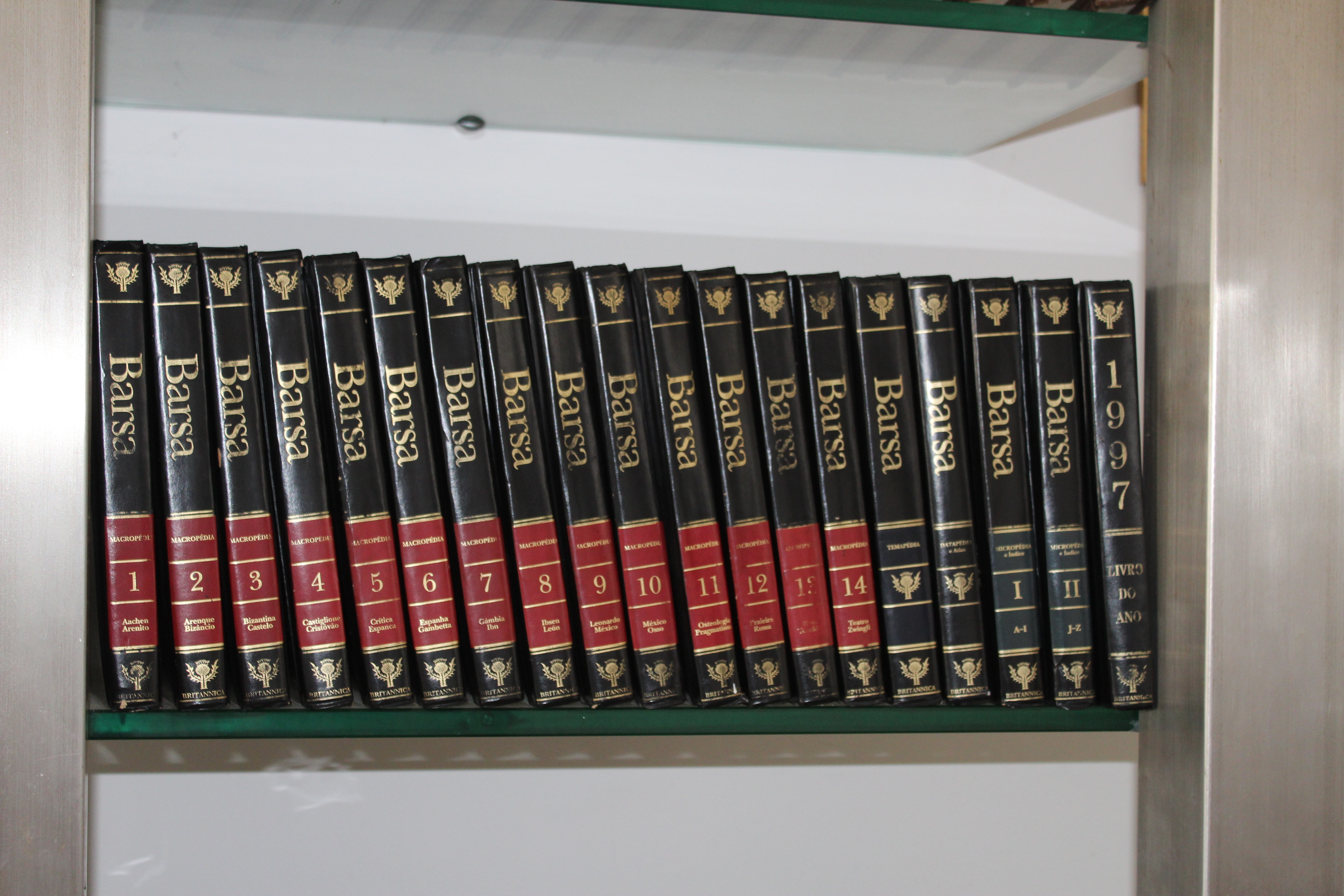
Uma das edições posteriores da publicação

## História
A Barsa foi idealizada em 1959, por Dorita Barrett, herdeira da família Barrett, detentora da Enciclopédia Britânica, a Barsa foi a primeira enciclopédia brasileira, desenvolvida por um corpo editorial brasileiro formado, dentre outros ilustres, pelo enciclopedista e tradutor Antonio Houaiss, o escritor Jorge Amado, o arquiteto Oscar Niemeyer e o jornalista e escritor Antônio Callado como o redator-chefe da primeira edição. Barret acreditava que simplesmente traduzir a Britânica não seria suficiente para o público brasileiro, iniciando um projeto mais voltado ao público local.
O nome Barsa é uma combinação entre os sobrenomes do casal Dorita Barrett (Bar) e seu marido, o então diplomata brasileiro, Alfredo de Almeida Sá (Sa). Até então, no mercado brasileiro só era possível encontrar enciclopédias em inglês, alemão ou francês. Dorita, vivendo no Brasil, recusou a ideia de promover uma tradução, para o português, do original (a Enciclopédia Britânica).
A primeira edição veio em março de 1964. A leva inicial, de 45 mil exemplares, esgotou-se em 8 meses. Em sua primeira edição, 30% era de conteúdo inédito, produzido no Brasil. O restante era tradução da Britânica. Dentre os verbetes originais estavam nomes como Pelé, Pixinguinha e Ary Barroso, além de termos como bossa nova e escolas de samba. O maior verbete era sobre o Brasil, com 126 páginas.
Desde então, a Barsa enfrentou épocas pouco favoráveis, como quando, nos anos 1990, o público se deixou seduzir por mídias como disquete e CD-ROM, ou antes ainda, na década anterior, quando apareceu o videocassete.
Apesar da perda de espaço para as mídias digitais, a Barsa continuou a ser vendida. Em 2010, vendeu apenas 8 000 cópias – número 15 vezes menor que os 120 mil vendidos em 1990. Instituições de ensino e órgãos públicos são seus principais clientes.

## Tipos de enciclopédia
Segundo o redator-chefe da primeira Barsa, Antonio Callado, há duas maneiras de fazer enciclopédias: uma delas seria a da enciclopédia “informativa”; a outra, da “persuasiva”. A primeira oferece ao leitor a maior quantidade possível de conhecimentos produzidos pela humanidade até o momento de sua publicação; a segunda, traz os mesmos conhecimentos mas está principalmente voltada para a transformação do leitor. Quer “mudar a visão que os homens têm do mundo”. A primeira Barsa era uma espécie de híbrido, pois era informativa, mas também pretendia uma difusão de ideias que estavam, muita vez, na vanguarda do conhecimento e que eram apresentadas sob o aspecto autoral. Dessa forma, a Barsa usou um recurso já utilizado por outras enciclopédias: divulgar as ideias dos grandes pensadores solicitando que os mesmos as escrevessem. Assim, o primeiro texto sobre psicanálise publicado na Enciclopédia Britânica foi produzido pelo próprio Sigmund Freud. Da mesma maneira, a primeira Barsa contava com verbetes feitos por intelectuais brasileiros renomados.